# Ababel Yeshaneh
Ababel Yeshaneh Birhane (22 luglio 1991) è una maratoneta e mezzofondista etiope.
È detentrice del record mondiale della mezza maratona in gara mista con il tempo di 1h04'31", fatto segnare il 21 febbraio 2020 nella mezza maratona di Ras al-Khaima.
Ha vinto l'argento nella gara a squadre dei Campionati africani di corsa campestre del 2014.
Ha vinto l'oro nella gara a squadre ai Campionati del mondo di Mezza maratona nel 2020.

## Palmarès
| Anno | Manifestazione             | Sede           | Evento         | Risultato | Prestazione | Note |
| ---- | -------------------------- | -------------- | -------------- | --------- | ----------- | ---- |
| 2013 | Mondiali                   | Mosca          | 10000 m piani  | 9ª        | 32'02"09    |      |
| 2016 | Giochi olimpici            | Rio de Janeiro | 5000 m piani   | 14ª       | 15'18"26    |      |
| 2020 | Mondiali di mezza maratona | Gdynia         | Mezza maratona | 5ª        | 1h05'41"    |      |
| 2020 | Mondiali di mezza maratona | Gdynia         | A squadre      | Oro       | 3h16'39"    |      |
| 2022 | Mondiali                   | Eugene         | Maratona       | dnf       | dnf         |      |

## Altre competizioni internazionali
2011
- 6ª alla Maratona di Torino ( Torino) - 2h34'36"
- Oro alla Stramilano ( Milano) - 1h09'54"
- 11ª alla World 10K Bangalore ( Bangalore) - 33'47"
- Argento alla Mezza maratona di Nizza ( Nizza) - 1h11'13"
- 11ª alla Mezza maratona di Lisbona ( Lisbona) - 1h15'50"

2012
- 4ª alla Mezza maratona di Rabat ( Rabat) - 1h13'00"
- 4ª alla World 10K Bangalore ( Bangalore) - 33'04"
- Argento alla Lillestrøm Grand Prix ( Lillestrøm), 5000m - 15'17"05

2013
- Bronzo alla Milano Marathon ( Milano) - 2h33'10"
- 5ª alla Great Ethiopian Run ( Addis Abeba), 10K - 34'00"

2014
- 8ª alla World 10K Bangalore ( Bangalore) - 34'29"
- 4ª alla Mezza maratona di Lisbona ( Lisbona) - 1h12'11"
- 13ª alla Doha Diamond League ( Doha), 3000 m - 8'49"45

2015
- Oro alla Mezza maratona di Doha ( Doha) - 1h11'11"

2016
- Oro alla Mezza maratona di Adana ( Adana) - 1h09'36"
- 5ª alla Rabat Diamond League ( Rabat), 5000m - 14'41"58
- 9ª al Prefontaine Classic ( Eugene), 5000 m piani - 14'47"29
- Argento alla Mezza maratona di Delhi ( Nuova Delhi) - 1h07'52"

2017
- Argento alla Mezza maratona di Yangzhou ( Yangzhou) - 1h10'38"
- Argento alla Mezza maratona di Delhi ( Nuova Delhi) - 1h07'21"
- 6ª alla Mezza maratona di Lisbona ( Lisbona) - 1h10'13"

2018
- Oro alla Mezza maratona di Istanbul ( Istanbul) - 1h06'22"
- Oro alla Mezza maratona di Yangzhou ( Yangzhou) - 1h09'06"
- Argento alla Mezza maratona di Copenaghen ( Copenaghen) - 1h05'49"
- 5ª alla Mezza maratona di Delhi ( Nuova Delhi) - 1h07'49"
- Oro alla Maratona di Dubai ( Dubai) - 2h20'16"

2019
- Argento alla Maratona di Chicago ( Chicago) - 2h20'51"
- 6ª alla Maratona di Tokyo ( Tokyo) - 2h24'02"
- Oro alla Mezza maratona di Buenos Aires ( Buenos Aires) - 1h07'44"

2020
- Oro alla Ras Al Khaimah Half Marathon ( Ras Al Khayma) - 1h04'31"
- Bronzo alla Mezza maratona di Delhi ( Nuova Delhi) - 1h05'21"

2021
- Bronzo alla Maratona di New York ( New York) - 2h22'52"

2022
- Argento alla Maratona di Boston ( Boston) - 2h21'05"

2023
- 4ª alla Maratona di Boston ( Boston) - 2h22'00"
- Oro alla San Silvestre Vallecana ( Madrid) - 30'30"
- Oro alla Mezza maratona Buenos Aires ( Buenos Aires) - 1h06'10"

2024
- Argento alla Ras Al Khaimah Half Marathon ( Ras Al Khayma) - 1h05'44"